# Боронявський монастир
Боронявський монастир — монастир в селі Бороняво,Хустського району, Закарпатської області, одна з чотирьох діючих василіянських обителей Закарпаття.

## Початки монастиря, 1716—1806
Закладений отцем Іваном Козаком, парохом Нижнього Селища і Копашнева, який постригся в ченці, прийнявши монаше ім'я Йосиф, та збудував 1716 р. дерев'яний монастир на полі, котре купив у хустських громадян.
У 1730-ті рр. монастир увійшов до василіянської провінції Святого Миколая. 1788 р. монастир офіційно скасували, але він продовжив існувати як філія монастиря в Імстичеві і ченці продовжили служити для місцевої греко-католицької парохії. Будівлі обителі були оновлені у 1806 р. за адміністратора о. Авраамія Колесаря, Чину Святого Василія Великого, але за 50 років він майже розвалювався. Тож обитель знову відремонтували

## У складі Австро-Угорщини
У 1851 р. Боронявський монастир офіційно відновили як самостійний завдяки старанням отця василіянина Якова Бованковича. У другій половині ХІХ ст. василіяни проводили будівництво парохіяльної церкви у центрі села, в якій з радянських часів служить православна громада.
У 1888 р. австро-угорський імператор Франц Йосип І надав обителі допомогу 250 золотими, міністерство шкільництва — 200 золотими, адміністрація с. Бач-Керестур — 68 золотими. Це дало змогу відбудувати кам'яний монастир і церкву. Римський папа Лев ХІІІ декретом (бреве) від 28 березня 1893 р. приділив монастиреві відпуст на свята св. пророка Іллі, Благовіщення та Воздвиження чесного хреста.
6 серпня 1912 р. на свято св. Іллі монастир відвідали діячі Карпатської України Августин Штефан та Михайло Бращайко. Вони виступили з промовами, в якій схвалили те, що в стінах монастиря відчуваються добрі відносини між селянством та інтелігенцією.

## Роки переслідувань 1947—1990
Останнім довоєнним ігуменом у Бороняві був о. Йосиф Завадяк, який зазнав переслідувань з боку радянського режиму, відмовився переходити на російське православ'я, був засуджений до 25 років, але звільнений у 1956 р. за амністією. Цей чернець василіянин продовжив підпільно служити для греко-католиків Хуста, Боронява та околиць. Через це на нього 4 грудня 1958 р. зумисне наїхали машиною, коли він повертався велосипедом із кар'єру, де працював. Монаха поховали на кладовищі на Замковій горі у Хусті.
Незважаючи на насилля з боку радянської адміністрації, яка хотіла знищити монастир у Бороняві і обгородила його колючим дротом, подібно до джерела у Зарваниці, вірні постійно збиралися біля обителі на празники святого пророка Іллі 2 серпня. Їх намагалися розганяти із міліцією і собаками, щоб заглушити молитви, вмикали гучномовці з піснями Алли Пугачової тощо.[3] У 1988 р. греко-католики у Бороняві, незважаючи на перешкоди з боку влади, зібралися відзначити 1000-ліття Хрещення Русі-України: їхали вірні як із Закарпаття, так і зі Львівщини, Івано-Франківщини, Тернопільщини. Міліція ж оточила Бороняво кордоном, відмінили автобусні рейси. Біля витоків відродження монастиря стояли отці василіяни Павло Мадяр та Богдан Тодавчич (він став першим ігуменом), а також владика Іван Марґітич.

## Відродження обителі 1990- до наших днів
Настав той час, якого чекали сотні, навіть тисячі християн: 3 квітня 1990 року за виконком Боронявської сільської ради виніс рішення за № 16 про дозвіл на проведення капітального ремонту монастиря.
Здійснились, нарешті, бажання закарпатських вірників. З завзяттям взялись селяни до роботи, і протягом літа монастирську церкву було відремонтовано.
25 лютого 1992 р. о. Йосифа Завадяка було реабілітовано на підставі Закону УРСР «Про реабілітацію жертв політичних репресій на Україні» від 17 квітня 1991 р. 12 травня 2000 року відбулося урочисте перезахоронення тлінних останків о. Йосифа ЧСВВ. Численний процесійний хід з мощами о. Завадяка, від Хуста до Боронявського монастиря, очолив єпископ Іван Маргітич, тодішній ігумен Боронявського монастиря о. Атанасій Чейпеш і близько 50 священиків, монахів і монахинь та вірних.
Історії Боронявського монастиря присвячена книга «Світильник віри: історія Боронявського монастиря на тлі епох», що вийшла друком у Видавництві Українського католицького університету у 2017 р.
Її автором є науковий співробітник Інституту Історії Церкви Українського католицького університету Володимир Мороз, який за сприяння Василіянської Провінції святого Миколая в Україні працював над книгою упродовж трьох років. Презентація видання відбулася під час прощі у Боронявському монастирі 1 серпня 2017 р.